# Glugea weissenbergi
Glugea weissenbergi är en svampart. Glugea weissenbergi ingår i släktet Glugea och familjen Glugeidae.   Inga underarter finns listade i Catalogue of Life.